# Langogne
Langogne este o comună în departamentul Lozère din sudul Franței. În 2009 avea o populație de 3.060 de locuitori.

## Evoluția populației
| An        | 1975  | 1982  | 1990  | 1999  | 2006  | 2009  |
| --------- | ----- | ----- | ----- | ----- | ----- | ----- |
| Populație | 3.760 | 3.542 | 3.380 | 3.095 | 3.071 | 3.060 |